# William S. McArthur
William Surles McArthur, Jr. (nascut el 26 de juliol de 1951) és un Coronel retirat de l'Exèrcit dels Estats Units, astronauta de la NASA, i veterà de tres missions del Transbordador Espacial i una expedició a l'Estació Espacial Internacional a través de la càpsula russa Soiuz.